# Kasachische Volleyballnationalmannschaft der Frauen
Die kasachische Volleyballnationalmannschaft der Frauen ist eine Auswahl der besten kasachischen Spielerinnen, die den Verband Kasachstans bei internationalen Turnieren und Länderspielen repräsentiert.

## Geschichte

### Weltmeisterschaft
Kasachstan nahm bei der Volleyball-Weltmeisterschaft 2006 erstmals an einem WM-Turnier teil, konnte aber die Vorrunde nicht überstehen. Seitdem nahmen sie an jedem WM-Turnier teil; ihr bestes Ergebnis (Stand 2022) erzielten sie 2014 mit dem fünfzehnten Platz.

### Olympische Spiele
2008 in Peking nahm Kasachstan zum ersten Mal an einem olympischen Turnier teil, schied jedoch mit nur einem Sieg gegen die ebenfalls debütierenden algerischen Frauen nach der Vorrunde aus und wurde Neunter.

### Asienmeisterschaft
Bei der Volleyball-Asienmeisterschaft 2005 scheiterte Kasachstan erst im Endspiel an Gastgeber China. 2007 erreichte die kasachischen Frauen den fünften Platz.

### World Cup
Am World Cup war Kasachstan bisher nicht beteiligt.

### World Grand Prix
Kasachstan spielte 2007 erstmals beim World Grand Prix und belegte den zehnten Rang. 2008 wurden die kasachischen Frauen Zwölfter.